# Асіква (Айдахо)
Асіква (англ. Acequia) — місто в окрузі Мінідока, штат Айдахо, США. Згідно з переписом 2010 року населення становило 124 особи, що на 20 осіб менше, ніж 2000 року.

## Географія
Асіква розташована за координатами 42°40′3″ пн. ш. 113°35′46″ зх. д. / 42.66750° пн. ш. 113.59611° зх. д. (42.667385, -113.595997).  За даними Бюро перепису населення США в 2010 році місто мало площу 1,11 км², з яких 1,08 км² — суходіл та 0,03 км² — водойми. В 2017 році площа становила 1,41 км², з яких 1,38 км² — суходіл та 0,03 км² — водойми.

## Демографія

### Перепис 2010 року
За даними перепису 2010 року, у місті проживало 124 осіб у 43 домогосподарствах у складі 33 родин. Густота населення становила 114,0 ос./км². Було 45 помешкань, середня густота яких становила 41,4/км². Расовий склад міста: 66,9% білих, 0,8% афроамериканців, 4,0% індіанців, 23,4% інших рас, а також 4,8% людей, які зараховують себе до двох або більше рас. Іспанці та латиноамериканці незалежно від раси становили 43,5% населення.
Із 43 домогосподарств 37,2% мали дітей віком до 18 років, які жили з батьками; 60,5% були подружжями, які жили разом; 4,7% мали господиню без чоловіка; 11,6% мали господаря без дружини і 23,3% не були родинами. 16,3% домогосподарств складалися з однієї особи, у тому числі 11,7% віком 65 і більше років. У середньому на домогосподарство припадало 2,88 мешканця, а середній розмір родини становив 3,27 особи.
Середній вік жителів міста становив 36 років. Із них 27,4% були віком до 18 років; 10,6% — від 18 до 24; 20,1% від 25 до 44; 27,5% від 45 до 64 і 14,5% — 65 років або старші. Статевий склад населення: 50,8% — чоловіки і 49,2% — жінки.
Середній дохід на одне домашнє господарство  становив 46 839 доларів США (медіана — (X)), а середній дохід на одну сім'ю — 55 173 долари (медіана — 45 417). За межею бідності перебувало 19,3 % осіб, у тому числі 9,8 % дітей у віці до 18 років та 33,3 % осіб у віці 65 років та старших.
Цивільне працевлаштоване населення становило 57 осіб. Основні галузі зайнятості: сільське господарство, лісництво, риболовля — 61,4 %, мистецтво, розваги та відпочинок — 10,5 %, оптова торгівля — 5,3 %, публічна адміністрація — 5,3 %.

### Перепис 2000 року
За даними перепису 2000 року, у місті проживало 144 осіб у 48 домогосподарствах у складі 38 родин. Густота населення 179,4 ос./км². Було 51 помешкання, середня густота яких становила 63,5/км². Расовий склад міста 58,33% білих, 0,69% афроамериканців, 0,69% індіанців, 0,69% азіатів, 38,89% інших рас і 0,69% людей, які зараховують себе до двох або більше рас. Іспанці та латиноамериканці незалежно від раси становили 43,06% населення.
Із 48 домогосподарств 41,7% мали дітей віком до 18 років, які жили з батьками; 75,0% були подружжями, які жили разом; 4,2% мали господиню без чоловіка, і 20,8% не були родинами. 18,8% домогосподарств складалися з однієї особи, у тому числі 10,4% віком 65 і більше років. У середньому на домогосподарство припадало 3,00 мешканця, а середній розмір родини становив 3,50 особи.
Віковий склад населення: 34,7% віком до 18 років, 5,6% від 18 до 24, 27,1% від 25 до 44, 20,1% від 45 до 64 і 12,5% років і старші. Середній вік жителів — 35 років. Статевий склад населення: 55,6 % — чоловіки і 44,4 % — жінки.
Середній дохід домогосподарств у місті становив $26 563, родин — $24 375. Середній дохід чоловіків становив $22 500 проти $13 125 у жінок. Дохід на душу населення в місті був $10 430. 17,1% родин і 23,7% населення перебували за межею бідності, включаючи 40,8% віком до 18 років і жодного від 65 і старших.